# I Go to Rio
Singles de Peter Allen
Don't Wish Too Hard
(1977)
I Go to Rio est une chanson du chanteur australien Peter Allen parue sur l'album Taught by Experts et sortie en single en 1976. Elle s'est classée no 1 au hit-parade australien. 
Le titre est repris plusieurs fois, entre autres par Peggy Lee et Claude François dans une version française sous le titre Je vais à Rio.

## Histoire
Le titre est gravé en 1976 sur l'album Taught by Experts du chanteur australien Peter Allen. En sortant en single, il rencontre le succès en 1977 en Australie où il se classe no 1 pendant cinq semaines et devient le sixième single le plus vendu en Australie cette année. La chanson est reprise en 1977 par Peggy Lee sur son album Peggy. En 1979, elle devient un tube aux États-Unis par le groupe Pablo Cruise. En 1980, le titre est inclus dans un épisode du Muppet Show dans lequel apparaît Diana Ross. En 1982, I Go to Rio est repris par le groupe australien TISM sous le nom I Go to Werribee avec des paroles légèrement différentes. Le guitariste australien Tommy Emmanuel le reprend en 2008 sur son album live Center Stage.
La chanson est incluse sur plusieurs bandes originales dont One Crazy Summer en 1986, Nicky et Gino en 1988, Susie et les Baker Boys en 1989, Muriel en 1994, Hotel Sorrento en 1995 et Tout ou rien en 2004.
Elle inspire également le titre Ritmo de la Noche qui sera un tube de l'été en 1990 à travers l'Europe.

## Classements
| Classements (1976)                      | Meilleure position |
| --------------------------------------- | ------------------ |
| Australie (Kent Music Report)           | 1                  |
| Belgique (Flandre Ultratop 50 Singles)  | 30                 |
| Belgique (Wallonie Ultratop 50 Singles) | 42                 |
| Nouvelle-Zélande (RMNZ)                 | 22                 |
| Pays-Bas (Nederlandse Top 40)           | 27                 |
| Pays-Bas (Single Top 100)               | 18                 |
| Classements (1978)                      | Meilleure position |
| Afrique du Sud (SA Rock Lists)          | 8                  |

## Adaptation en français
Singles de Claude François
Quelquefois
(1977) C'est comme ça que l'on s'est aimé
(1977)
Adaptée par Eddy Marnay, Je vais à Rio sort en 45 tours en 1977, et symbolise le virage disco du chanteur Claude François. Je vais à Rio sera un tube et classique de ce dernier. Le 33 tours homonyme de 1977 comprend d'autres titres connus comme C'est comme ça que l'on s'est aimé et Toi et le Soleil. 

### Accueil commercial
Le single s'est écoulé à plus de 150 000 exemplaires. Il atteint la 10e place des classements français. 

### Postérité
Interprété par Anjaya, le titre est repris dans la comédie musicale Belles belles belles. Rendant hommage aux titres de Claude François, elle est créée en 2003 par des collaborateurs du chanteur tels Daniel Moyne, Jean-Pierre Bourtayre et Gérard Louvin.

### Classements hebdomadaires
| Classement (1977)                       | Meilleure position |
| --------------------------------------- | ------------------ |
| Belgique (Wallonie Ultratop 50 Singles) | 2                  |
| France (IFOP)                           | 10                 |
| Québec (Palmarès francophone)           | 5                  |
| Classement (1998)                       | Meilleure position |
| France (SNEP)                           | 100                |

| Classement (2012)                          | Meilleure position |
| ------------------------------------------ | ------------------ |
| Belgique (Wallonie Back Catalogue Singles) | 11                 |